# Ratpenat d'esquena nua d'Andersen
El ratpenat d'esquena nua d'Andersen (Dobsonia anderseni) és una espècie de ratpenat de la família dels pteropòdids. És endèmic de Papua Nova Guinea. Viu a una gran varietat d'hàbitats en colònies que nien als buits dels arbres, coves i túnels. Algunes poblacions estan amenaçades per la caça i la pertorbació del seu hàbitat, però no es creu que l'espècie en general estigui en perill d'extinció.